# Pervomàiskaia
Pervomàiskaia (en rus, Первомайская) és un poble de l'óblast de Penza, Rússia. El 2010 tenia 45 habitants.